# Hippolyte (Euripide)
Pour les articles homonymes, voir Hippolyte.
Hippolyte (Ἱππόλυτος / Hippolytos) ou Hippolyte porte-couronne est une tragédie du poète grec Euripide datant de 428 av. J.-C..

## Hippolyte voilé
Euripide avait déjà fait représenter à Athènes une première tragédie qui fit scandale, Hippolyte voilé (en grec ancien Ἱππόλυτος καλυπτόμενος), aujourd’hui perdue. Hippolyte porte-couronne est la seconde tragédie sur le même thème.

## Personnages
- Aphrodite
- Hippolyte
- Un serviteur
- Les valets d'Hippolyte
- La nourrice
- Phèdre
- Une servante
- Thésée
- Un autre serviteur d'Hippolyte
- Artémis
- Chœur de femmes de Trézène

La scène représente le palais de Trézène. À droite et à gauche de la porte, les statues d'Aphrodite et d'Artémis, chacune surmontant un autel. Aphrodite apparaît au-dessus du palais.

## Résumé

### Prologue
Dans le prologue en vers iambiques, la déesse Aphrodite rendue furieuse par le mépris hautain dans lequel la tient le jeune Hippolyte, qui ne voue de culte qu'à la seule Artémis, déesse de la chasse, annonce son intention de se venger et la mort prochaine d’Hippolyte. Phèdre, la belle-mère d'Hippolyte, sera l'instrument involontaire de la vengeance de la déesse et la victime innocente de ce règlement de comptes : « Pour Phèdre, elle est sans reproche, mais elle doit périr, Car de son malheur, comment faire cas s'il doit m'empêcher de tirer justice. »
Revenant de la chasse avec ses compagnons, Hippolyte célèbre Artémis et, malgré l'avertissement à demi-mot d'un serviteur, réaffirme son refus d’honorer la déesse de l’amour : « Je n'aime pas les dieux qu'on honore la nuit. »

### Parodos
Le chœur entame alors un chant : deux strophes et antistrophes, suivies d'une épode.

### Résumé
- Le coryphée annonce l'arrivée de Phèdre. S’appuyant sur sa vieille nourrice, Phèdre, dévorée par un mal mystérieux, s’avance pour voir la lumière du jour. La nourrice se lamente sur les maux des humains. Phèdre  se met à délirer, voulant être dans les montagnes, poursuivre les animaux et conduire un char dans le stade consacré à Artémis. Elle demande ensuite à la nourrice de lui couvrir le visage d’un voile et s’enferme dans le palais.
- Le chœur interroge en vain la nourrice, qui n'a rien deviné.
- Le nom d’Hippolyte échappe à la nourrice et Phèdre réagit très brusquement. La nourrice croit d’abord que sa maîtresse hait en lui le fils d’une autre femme. Mais Phèdre, après avoir évoqué les amours funestes de sa mère, Pasiphaé, et de sa sœur Ariane, finit par lui avouer son amour, lui aussi scandaleux. Devant le désir de mourir que manifeste sa maîtresse, la nourrice, qui s’était d’abord scandalisée, va révéler la passion de Phèdre à Hippolyte. Le jeune homme éclate en invectives. Phèdre décide alors de perdre Hippolyte et se pend.
- Thésée revient et trouve dans les mains de Phèdre morte des tablettes qui accusent son fils de viol, raison de son suicide.
- Hippolyte se justifie et se retire en exil, maudit par son père et voué à la vengeance de Poséidon.
- Un serviteur apprend à Thésée qu’un monstre marin a causé la perte de son fils.
- Artémis apparaît lorsqu’on apporte Hippolyte agonisant. Elle révèle la vérité à Thésée et promet à Hippolyte de le venger sur un des favoris d’Aphrodite.
- Hippolyte meurt après avoir pardonné à son père, qui s’apprête à lui rendre les derniers honneurs.

## Postérité
Platon fait allusion à un vers de cette tragédie dans le Théétète : « La langue sera à l'abri de tout reproche, mais il n'en sera pas ainsi de l'âme ». L'œuvre influence aussi en grande partie la rédaction de Phèdre de Jean Racine, selon ses mots dans la préface de l'ouvrage.

## Édition en français
- Euripide (préf. Marie-Delcourt-Curvers), Euripide : Théâtre complet, Paris, Gallimard, coll. « Bibliothèque de la Pléiade » (no 160), 23 août 2004 (1re éd. 1962), 1480 p. (ISBN 2-07-010566-0), « Hippolyte ».